# Plochtchad Lenina (métro de Saint-Pétersbourg)
Plochtchad Lenina (en russe : Пло́щадь Ле́нина) est une station de la ligne 1 du Métro de Saint-Pétersbourg. Elle est située dans le raïon de Kalinine, à Saint-Pétersbourg en Russie.
Mise en service en 1956, elle est desservie par les rames de la ligne 1 du métro de Saint-Pétersbourg. Elle est en correspondance directe avec la gare de Finlande.

## Situation sur le réseau

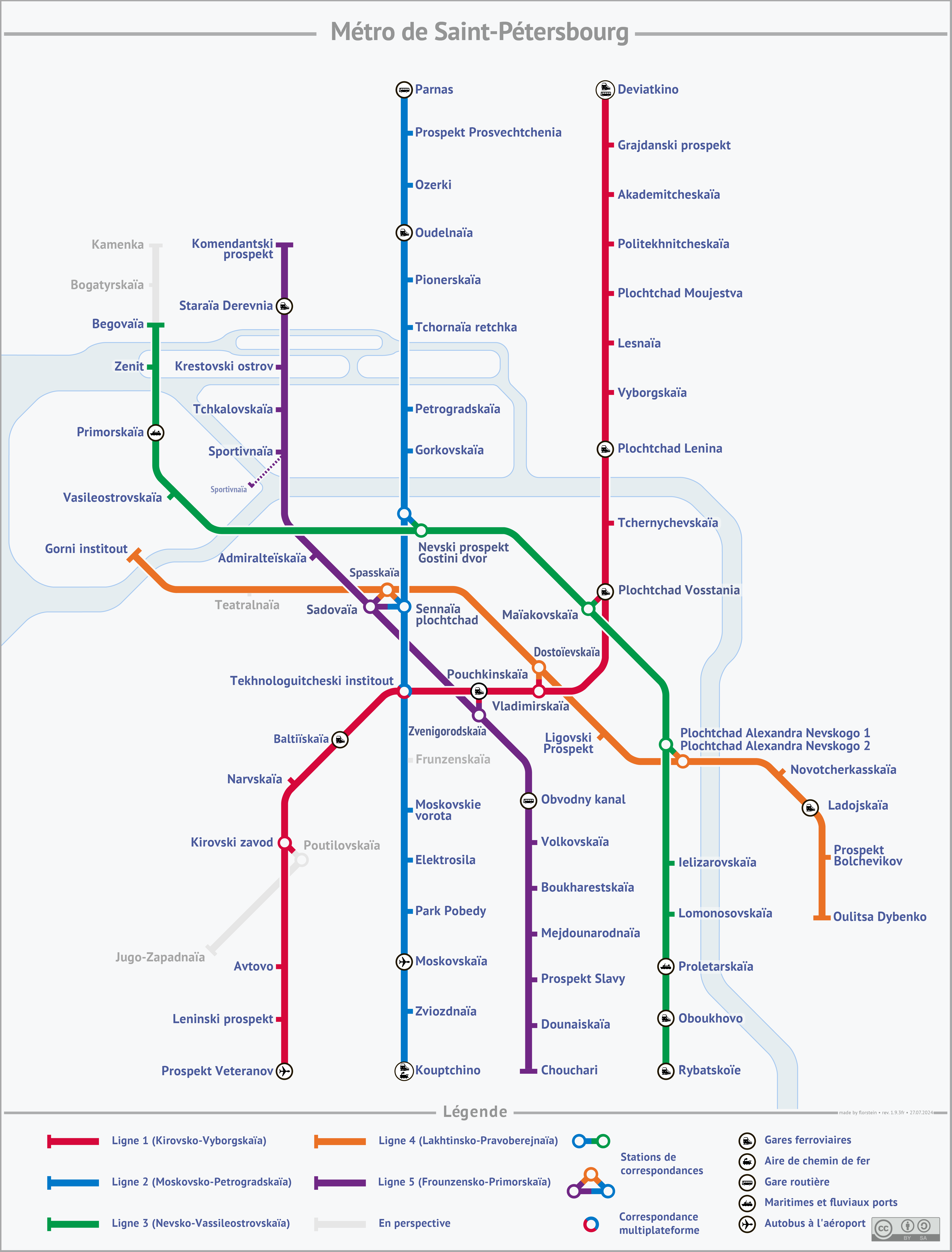
Plan du métro.

Établie en souterrain, à 71 mètres de profondeur, Plochtchad Lenina est une station de passage de la ligne 1 du métro de Saint-Pétersbourg. Elle est située entre la station Vyborgskaïa, en direction du terminus nord Deviatkino, et la station Tchernychevskaïa, en direction du terminus sud Prospekt Veteranov.
La station dispose d'un quai central encadré par les deux voies de la ligne.

## Histoire
La station Plochtchad Lenina est mise en service le 1er juin 1958, lors de l'ouverture à l'exploitation de la section de Plochtchad Vosstania à Plochtchad Lenina. Elle dispose alors uniquement de son accès sud avec son hall au rez-de-chaussée du bâtiment principal de la gare ferroviaire. Elle est nommée en référence à la place éponyme située devant la gare.
L'accès nord, avec son pavillon de surface est ouvert le 4 août 1962.

## Service des voyageurs

### Accueil
Elle est organisée avec deux accès : au sud, un hall dans l'angle droit du bâtiment principal de la gare de Finlande est en relation avec le sud du quai par un tunnel en pente équipé de trois escaliers mécaniques ; au nord, un pavillon de surface, en relation avec le quai par un tunnel en pente équipé de trois escaliers mécaniques.

Les accès sud et nord
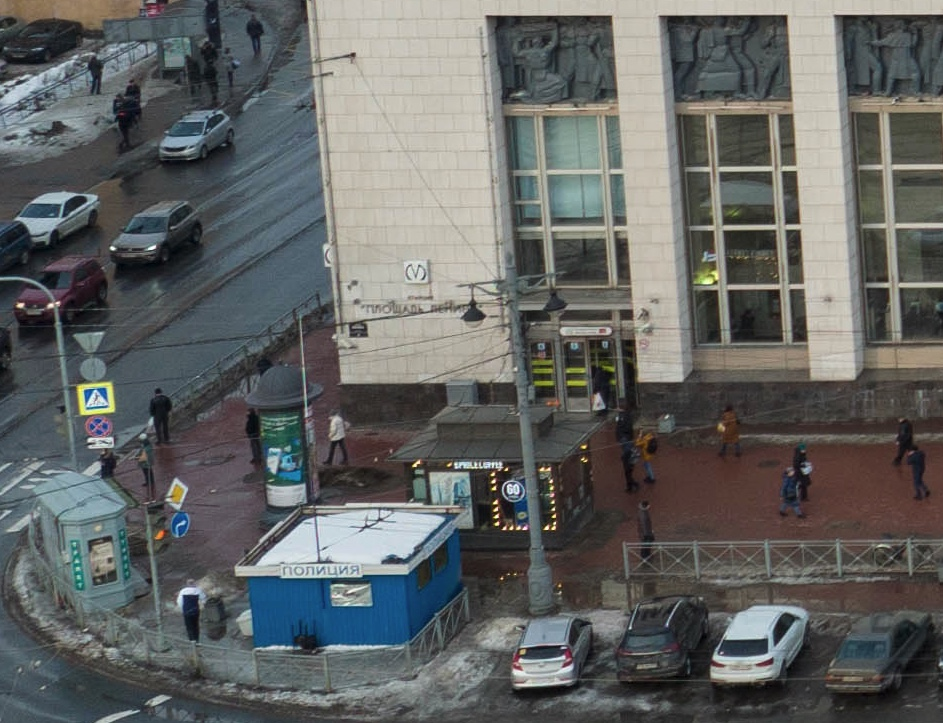
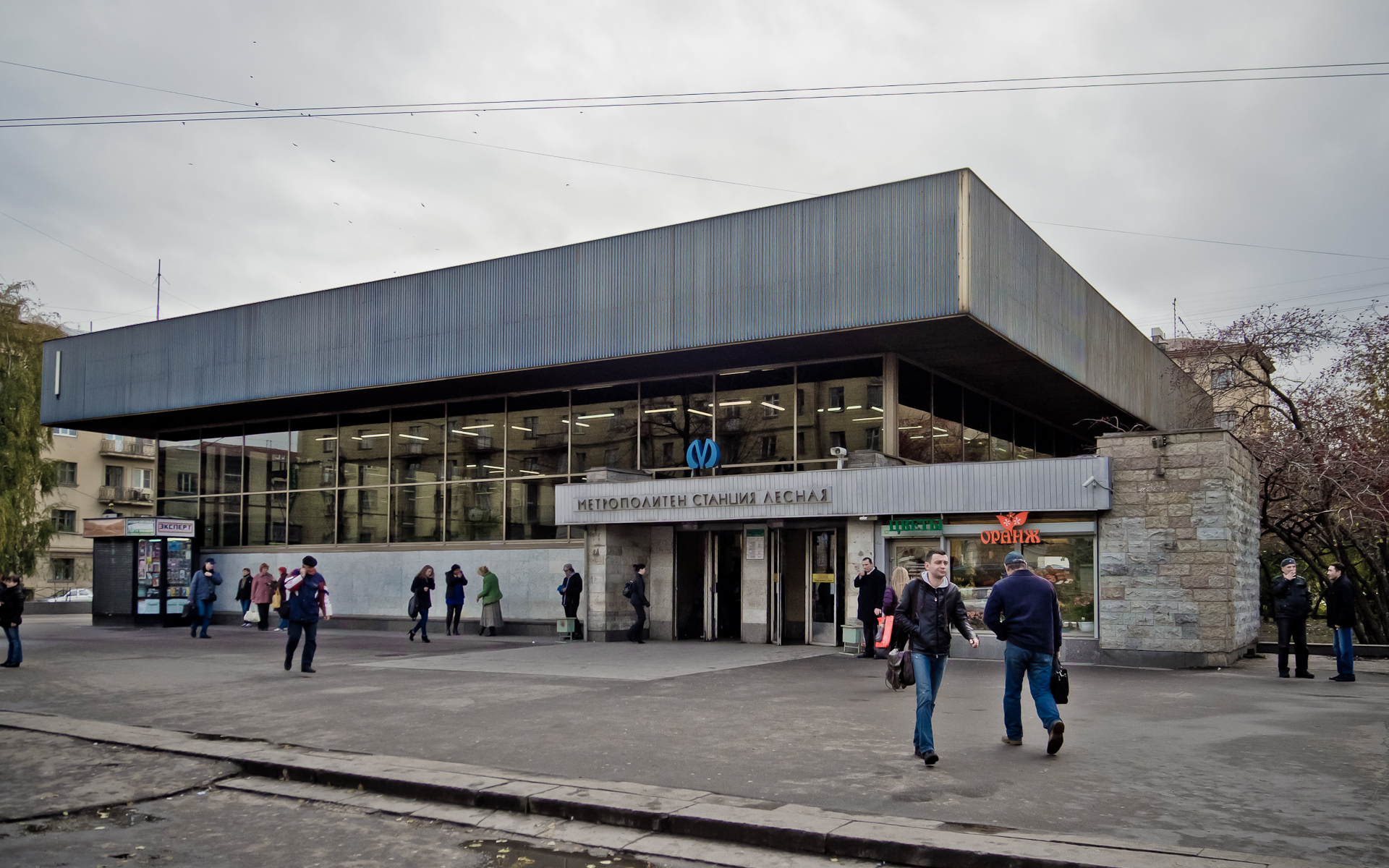
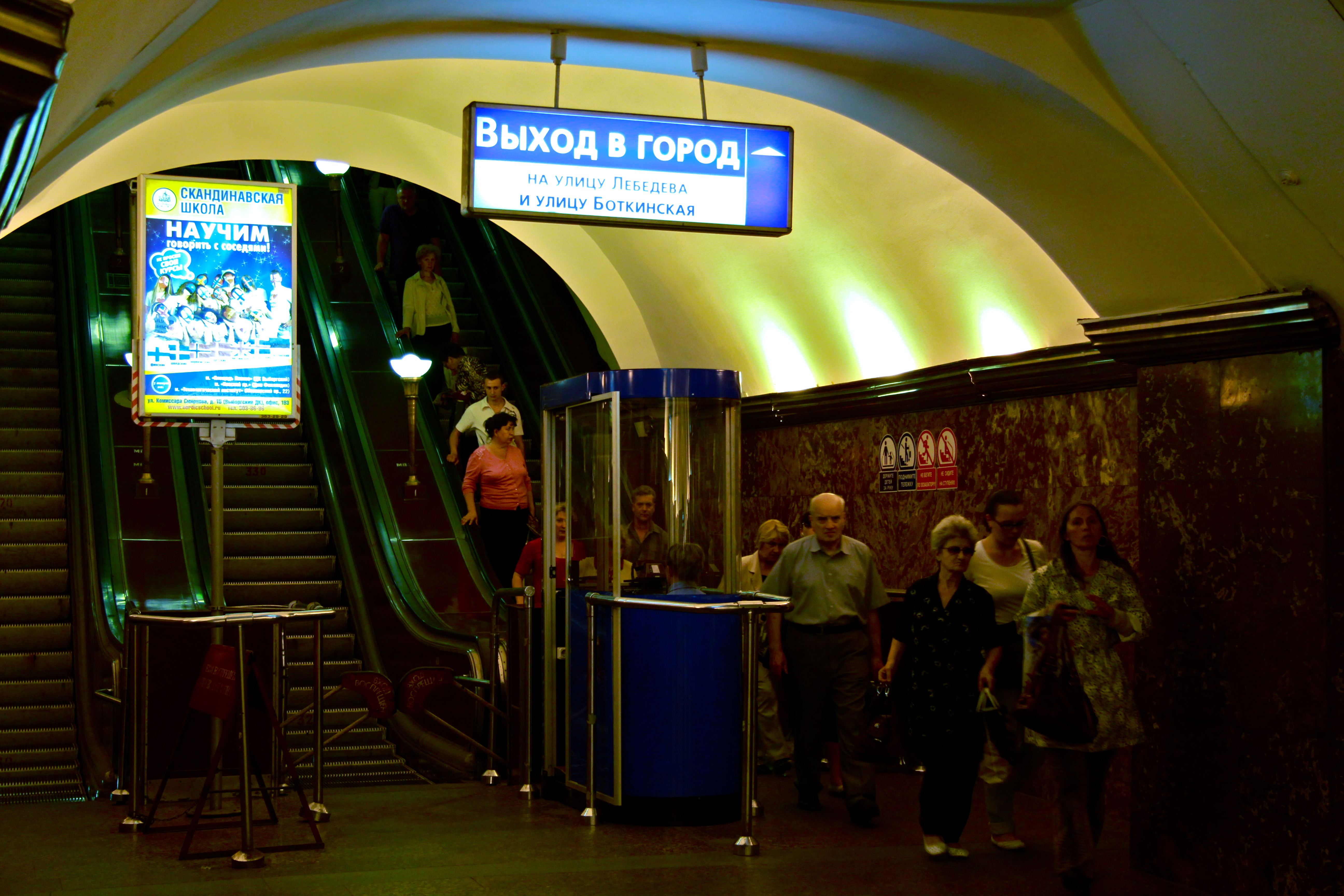

### Desserte
Plochtchad Lenina est desservie par les rames de la ligne 1 du métro de Saint-Pétersbourg.

Installations et desserte
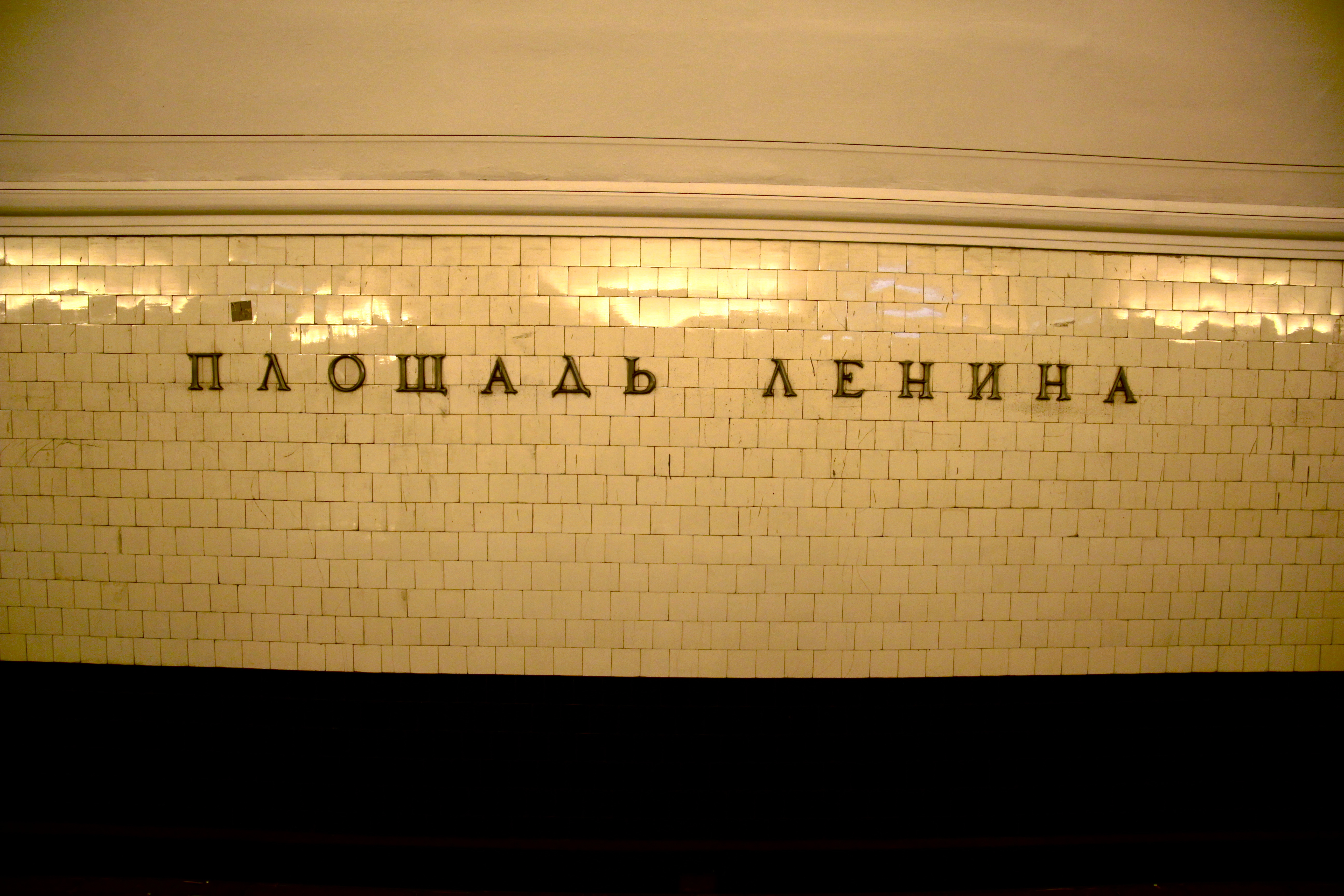
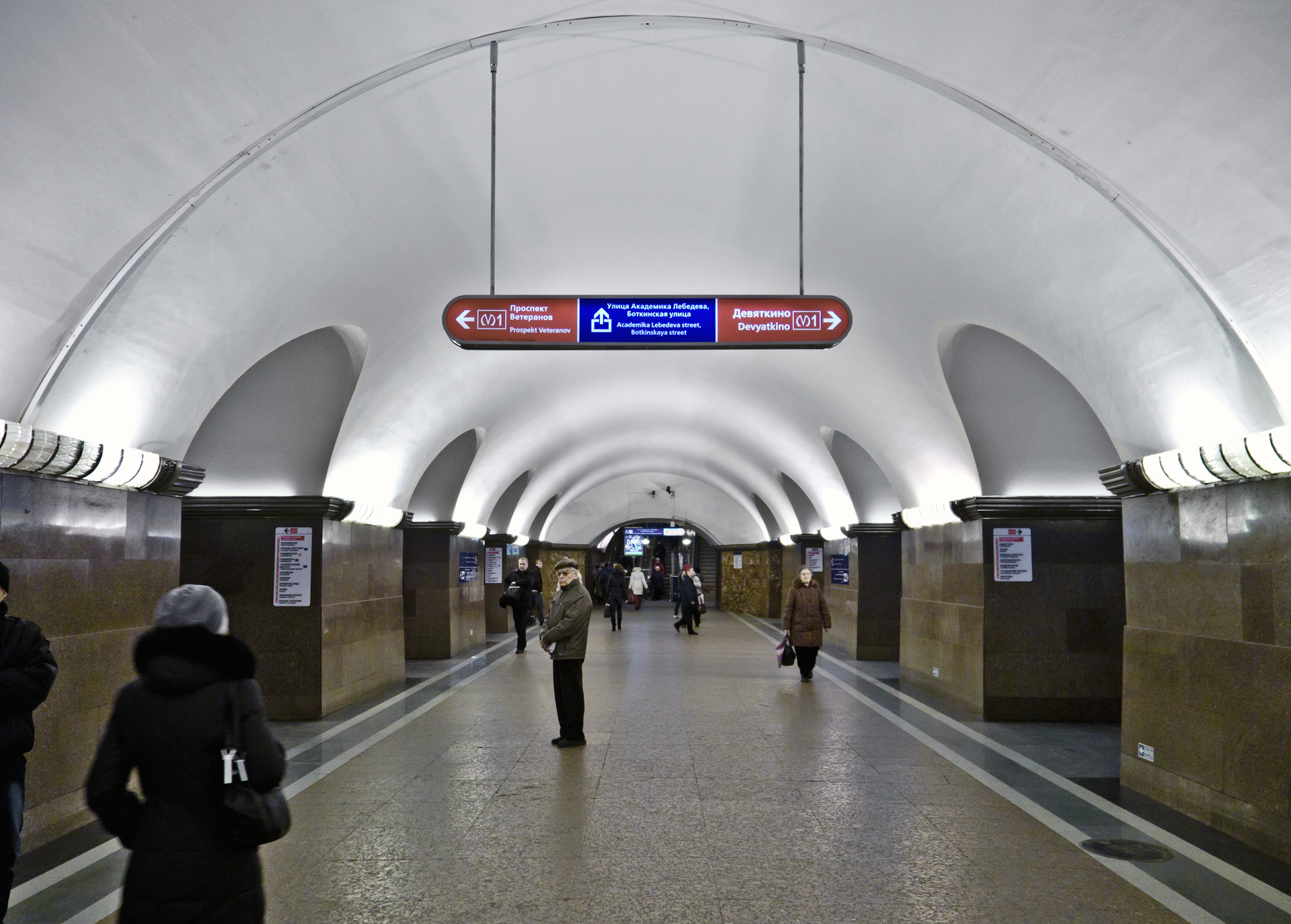
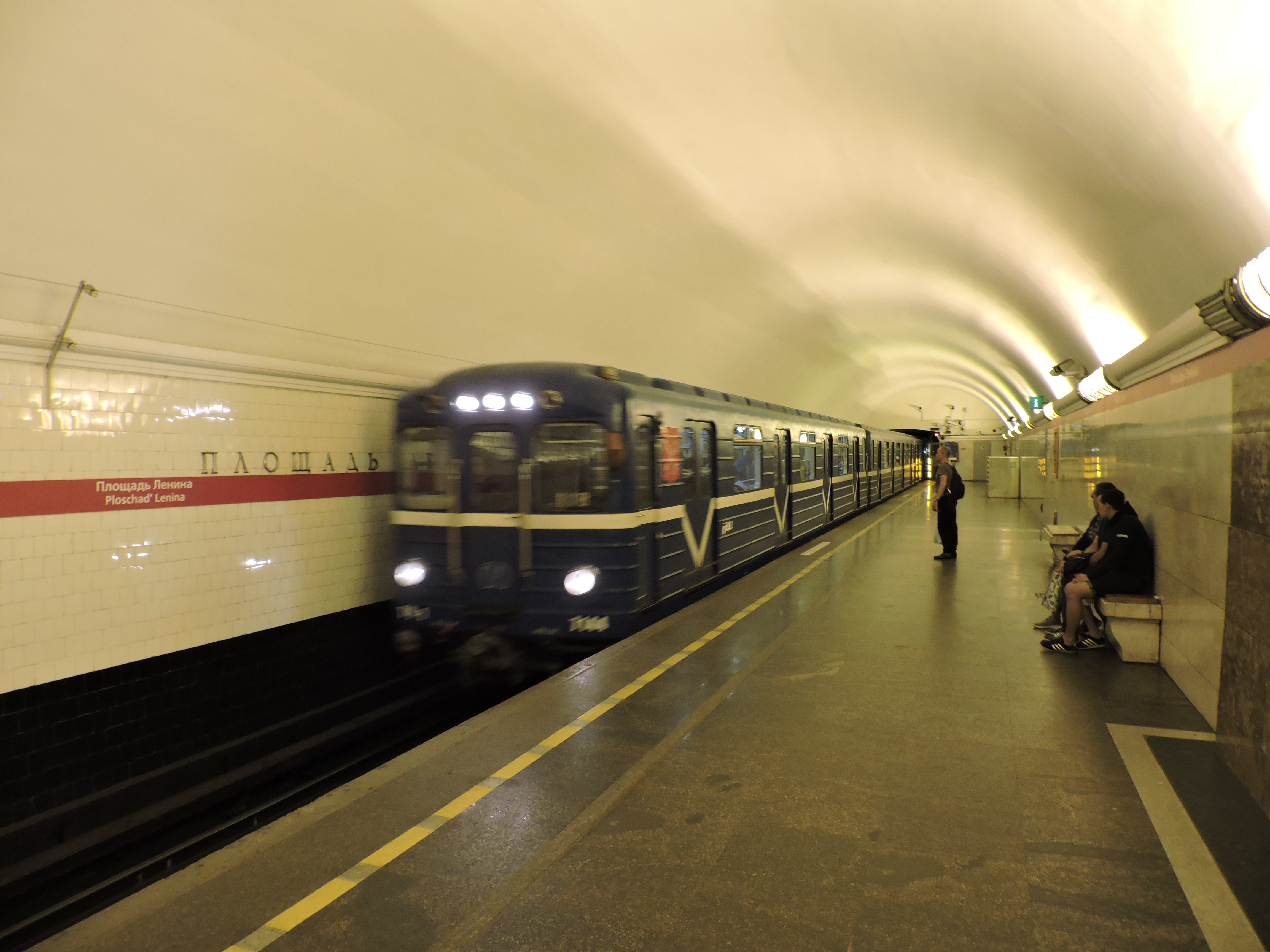

### Intermodalité
À proximité : une station du tramway de Saint-Pétersbourg est desservie par les lignes 3, 6, 20, 23 et 30 ; un arrêt des trolleybus de Saint-Pétersbourg est desservie par les lignes 3, 8, 38 et 43 ; et des arrêts de bus sont desservis par de nombreuses lignes.